# Добровольский, Анатолий Александрович
Анатолий Александрович Добровольский (1859—1918) — инженер путей сообщения, член Государственной думы 3-го и 4-го созывов от Саратовской губернии.

## Биография
Потомственный дворянин Санкт-Петербургской губернии.
По окончании Института инженеров путей сообщения в 1883 году в течение девяти лет служил на Московско-Рязанской железной дороге в должности начальника дистанции и начальника службы пути и зданий. В 1892 году перешел на Рязанско-Уральскую железную дорогу, где состоял сперва заведующим временным движением, а затем помощником главного инженера на строящихся линиях. В 1893 году перешел на эксплуатируемые линии того же общества, где занимал должности начальника службы движения и начальника эксплуатации. В 1906 году вышел в отставку в чине надворного советника. В 1903 году был избран председателем съезда представителей службы движения всех русских железных дорог. В 1911—1917 годах преподавал в Санкт-Петербургском политехническом институте курс по эксплуатации железных дорог.
Во время службы в Саратове, где имел в собственности дом, избирался гласным Саратовской городской думы. Был членом партии кадетов. Состоял выборщиком в Государственную думу 1-го и 2-го созыва; 15 января 1911 года на дополнительных выборах от общего состава выборщиков был избран на место А. А. Златомрежева. В думе входил во фракцию кадетов, состоял членом комиссии о путях сообщения.
В 1912 году был избран в IV Государственную думу; входил во фракцию кадетов и Прогрессивный блок. Состоял председателем комиссии о путях сообщения (со 2 декабря 1916), а также членом комиссий: бюджетной, по военным и морским делам. В годы Первой мировой войны входил в Особое совещание для обсуждения и объединения мероприятий по обороне государства. На 6-м (1916) и 8-м (1917) съездах кадетской партии избирался в состав ЦК.
После Февральской революции, с 1 марта 1917 года состоял комиссаром Временного комитета Государственной думы, с 5 марта 1917 — председателем Особой комиссии при Министерстве путей сообщении по выработке устава о службе на железных дорогах. Выступал против военной диктатуры, поддерживал создание коалиционного правительственного комитета. Выдвигался кандидатом в члены Учредительного собрания от кадетов, но избран не был. В сентябре 1917 года участвовал во Всероссийском демократическом совещании, в октябре был избран в Предпарламент.
После Октябрьской революции, по одним сведениям находился в эмиграции, по другим данным — был расстрелян большевиками в 1918 году в Пятигорске (возможно, это предположение ошибочно, так как среди пятигорских заложников был расстрелян бывший министр юстиции Николай Александрович Добровольский; при этом никаких подтверждений о гибели там и А. А. Добровольского не обнаружено).
В 1922 году в Петрограде был издан курс лекций «Эксплуатация железных дорог», посмертное издание, составленное по запискам А. А. Добровольского.